# Geodena hintzi
Geodena hintzi là một loài bướm đêm trong họ Geometridae.